# 圣经章节
现在，對於新教徒而言，《聖經》包括66卷；對於羅馬天主教徒來說，《聖經》有73卷；對於大部份東正教徒，《聖經》有78卷。每一卷又包括若干章和節。  
新教徒的《聖經》（不包括次經），包括《舊約》929章和《新約》260章，共計有1,189章（平均每卷有18章）。其中《舊約》有23,145節，《新約》有 7,957節，共計有31,102節，平均每章不到26節。 
《希伯來聖經》的章節劃分在許多地方與基督徒使用的聖經有所差異。例如，在猶太人傳統中，

## 歷史

### 章
儘管一部份原文聖經在邏輯上被按照希伯來字母分段，但是最初的抄本並沒有如同今天讀者所熟悉般地分為章和節，並編號。只有某些離合詩結構的經文，例如詩篇119篇和耶利米哀歌，是按照希伯來字母分段。
在公元前586年巴比倫之囚之前，舊約聖經已經開始被分成段落，摩西五經被分成154個閱讀的段落，供3年週期使用。後來，在西元前536年之前，律法被分為54個段落和669個小段供人閱讀。
在公元325年第一次尼西亞公會議之前，新約聖經被分成段落，不過分段與現代聖經的分段有所不同。

## 瑣事
對於新教徒的聖經而言，
- 詩篇117篇是聖經中最短的一章。
- 詩篇119篇是聖經中最長的一章。
- 詩篇117篇是聖經中中間的一章。（按照新教聖經的組成和順序），第595章。
- 與通常的觀點相反，詩篇118篇不是聖經中中間的一章。英文欽定譯本的節數為偶數（31,102節），中間的兩節是詩篇103篇1-2節。（页面存档备份，存于）
- 約翰福音11章35節（「耶穌哭了」）是大多數英文譯本中最短的一節。如果按照原文，則帖撒羅尼迦前書5章16節是最短的一節。新國際本、新活潑真道、霍爾曼標準聖經和新國際讀者版等一些譯本將約伯記3章2節譯為「他說」（"He said"）。不過，考慮到這是翻譯者將希伯來原文「約伯回答並說」進行濃縮，因而通常不被認為是「最短的節」。
- 以斯帖記8章9節是瑪所拉版本中最長的一節。在庫姆蘭死海古卷中發現了被認為是撒母耳記上11章最原始的經文，該章有數節在長度上超過了以斯帖記8章9節。

## 理解
分節是為了方便讀者進行閱讀。分節有助於記憶，或者在討論時找到同樣的節。不過，這也導致了如下結論：只有少數的節為了解釋才需要放在一起。這推動將節想像為獨立的、孤立的意義單位，不過也有部份聖經學者努力攔阻這樣做。 
差不多聖經中每一卷的每一句，都需要通過其上下文來進行理解。孤立地解釋一節經常導致誤解，但是如果結合上下文，其意義就會清楚了。  
A fortiori 將一節斷開。例如，經常引用的一個例子是，聖經中說：「沒有神」。但是詩篇14篇1節完整的句子是：「愚頑人心裡說，沒有神」這樣，在上下文中的意義，與最後3個字的意義完全不同。
聖經中的有些句子被分為好幾節。例如，羅馬書3章23節說，「因為世人都犯了罪，虧缺了神的榮耀」。不過，這一節只是跨越22-25節的一個長句子的一部份。

## 外部連結
- Number of chapters in each book
- BibleGateway.com（页面存档备份，存于） (NIV, ESV, etc.)
- BibleStudyTools.net（页面存档备份，存于） (KJV, NRSV, NKJV, etc.)
- SacredBible.org（页面存档备份，存于） Latin Vulgate
- UnboundBible.org（页面存档备份，存于） Languages other than English
- o-bible.com（页面存档备份，存于） Chinese and English
- Online Jewish translation of the Bible（页面存档备份，存于） With Rashi's commentary by The Judaica Press at Chabad.org
- Bible Verses（页面存档备份，存于） King James (KJV) and Revised Standard Version (RSV) searchable Bibles
- EternalPages.com（页面存档备份，存于） Free Online Bible Server. Complete text in multiple languages and versions.
- Searchable King James Bible（页面存档备份，存于） Individually referenced by chapter and verse, with accompanying historical texts
- New Living Translation New Living Translation Online (Search and Read)
- The Skeptic's Annotated Bible（页面存档备份，存于） The Bible study website for Atheists.